# Andreiești (okręg Vâlcea)
Andreiești – wieś w Rumunii, w okręgu Vâlcea, w gminie Muereasca. W 2011 roku liczyła 288 mieszkańców.